# 雅努什·奥莱赫
雅努什·奥莱赫（波蘭語：Janusz Olech，1965年4月4日—），波兰男子击剑运动员。他曾代表波兰参加1988年、1992年和1996年夏季奥林匹克运动会击剑比赛，其中1988年奥运会获得一枚银牌。